# Grégory Rast
Grégory Rast (Cham, 17 januari 1980) is een Zwitsers voormalig beroepswielrenner, van 2001 tot 2018. Rast was gespecialiseerd in het rijden van het klassieke voorjaar. Meestal als knecht, het laatst voor Fabian Cancellara en Jasper Stuyven bij Trek. 

## Overwinningen
1998
Eindklassement Tour du Pays de Vaud
2002
 Zwitsers kampioen op de weg, Beloften
4e etappe Grand Prix Willem Tell
2004
 Zwitsers kampioen op de weg, Elite
2006
 Zwitsers kampioen op de weg, Elite
2007
4e etappe Ronde van Luxemburg
Eindklassement Ronde van Luxemburg
2009
Puntenklassement Ronde van Romandië
Proloog Ronde van Luxemburg
4e etappe Ronde van Frankrijk (ploegentijdrit)
2013
6e etappe Ronde van Zwitserland
2015
1e etappe Ronde van Alberta (ploegentijdrit)

## Resultaten in voornaamste wedstrijden
| Jaar | Ronde van Italië | Ronde van Frankrijk | Ronde van Spanje |
| ---- | ---------------- | ------------------- | ---------------- |
| 2003 |                  |                     |                  |
| 2004 |                  |                     |                  |
| 2005 | 120e             |                     |                  |
| 2006 | 94e              |                     |                  |
| 2007 |                  | opgave              |                  |
| 2008 |                  |                     |                  |
| 2009 |                  | 138e                |                  |
| 2010 |                  | 113e                |                  |
| 2011 |                  |                     |                  |
| 2012 |                  |                     | 92e              |
| 2013 |                  |                     | 77e              |
| 2014 |                  | 101e                |                  |
| 2015 |                  | 102e                |                  |
| 2016 |                  | 123e                |                  |
| 2017 |                  |                     |                  |
| 2018 |                  |                     |                  |

| Jaar | Milaan-San Remo | Gent-Wevelgem | Ronde van Vlaanderen | Parijs-Roubaix | Amstel Gold Race | Luik-Bast.‑Luik | Ronde van Lombardije | Bretagne Classic | E3 Harelbeke | Brabantse Pijl |  | WK op de weg |  | Wereldranglijsten |
| ---- | --------------- | ------------- | -------------------- | -------------- | ---------------- | --------------- | -------------------- | ---------------- | ------------ | -------------- |  | ------------ |  | ----------------- |
| 2003 |                 |               | opgave               | 47e            | opgave           | opgave          |                      |                  |              |                |  |              |  |                   |
| 2004 | 124e            | 34e           | 85e                  | 57e            | 52e              | opgave          |                      |                  |              |                |  | 35e          |  |                   |
| 2005 | 76e             | 15e           | 70e                  | 72e            |                  |                 | 79e                  |                  |              |                |  | 14e          |  |                   |
| 2006 | 66e             | 17e           | 37e                  |                | opgave           |                 | 87e                  | 9e               |              |                |  | 37e          |  | 111e (UPT)        |
| 2007 | 32e             | 39e           | 15e                  | 67e            |                  |                 |                      | 33e              |              |                |  |              |  |                   |
| 2008 |                 | 166e          | 13e                  |                |                  |                 |                      | 13e              | 35e          | 9e             |  | opgave       |  | 59e (UPT)         |
| 2009 | 155e            | 82e           | 43e                  | 33e            |                  |                 |                      |                  | 63e          |                |  | opgave       |  | 236e (UWK)        |
| 2010 | 92e             |               | 46e                  | 11e            |                  |                 | opgave               |                  | 16e          | 20e            |  | opgave       |  |                   |
| 2011 | 111e            | 29e           | 42e                  | 4e             | opgave           |                 |                      | 73e              |              |                |  | 73e          |  | 76e (UWT)         |
| 2012 | 78e             | 53e           | 11e                  | 13e            |                  |                 |                      |                  | 52e          |                |  | opgave       |  |                   |
| 2013 | 30e             | 40e           | 42e                  | 86e            |                  |                 |                      |                  | 21e          |                |  | 45e          |  | 162e (UWT)        |
| 2014 | 19e             | 40e           | opgave               | 99e            |                  |                 |                      |                  | 55e          |                |  |              |  |                   |
| 2015 | 61e             | 24e           | 29e                  | 20e            |                  |                 |                      | 112e             | 42e          |                |  | 76e          |  |                   |
| 2016 | 111e            | 50e           | opgave               | 102e           |                  |                 |                      | 91e              | 106e         |                |  | opgave       |  |                   |
| 2017 | 127e            | 112e          | 119e                 | 62e            |                  |                 | opgave               |                  | opgave       |                |  | 111e         |  | 316e (UWT)        |
| 2018 | 111e            | opgave        | 39e                  | 60e            |                  |                 |                      |                  | opgave       |                |  |              |  | 346e (UWT)        |

## Ploegen
- 2000 –  Post Swiss Team (stagiair vanaf 1-9)
- 2001 –  Post Swiss Team
- 2002 –  Phonak Hearing Systems (stagiair vanaf 1-9)
- 2003 –  Phonak Hearing Systems
- 2004 –  Phonak Hearing Systems
- 2005 –  Phonak Hearing Systems
- 2006 –  Phonak Hearing Systems
- 2007 –  Astana
- 2008 –  Astana
- 2009 –  Astana
- 2010 –  Team RadioShack
- 2011 –  Team RadioShack
- 2012 –  RadioShack-Nissan-Trek
- 2013 –  RadioShack Leopard
- 2014 –  Trek Factory Racing
- 2015 –  Trek Factory Racing
- 2016 –  Trek-Segafredo
- 2017 –  Trek-Segafredo
- 2018 –  Trek-Segafredo

Wielerploegen van Grégory Rast
Bayarri · 
Bergmann · 
Bertolini ·
Beuchat · 
Bourquenoud · 
Buxhofer · 
Camaño · 
Camenzind · 
Charrière · 
Derepas · 
Domínguez ·
Elmiger · 
Fertonani ·   
Fragniere · 
Gougot · 
Grabsch · 
Griggio · 
Kupfernagel ·
Moos · 
Oesaw · 
Pereiro · 
Reihs · 
Salmon · 
Schnider · 
Strazzer · 
Teutenberg ·
Zumsteg ·
Joho (stagiair) · 
Rast (stagiair) 
Aebersold · 
Albasini · 
Bayarri · 
Bergmann (tot 31/01) · 
Bertolini ·
Beuchat · 
Camaño · 
Camenzind · 
Dessel · 
Domínguez ·
Elmiger · 
Fertonani ·   
Gougot · 
Grabsch · 
Kupfernagel ·
Martinez · 
Moos · 
Oesaw · 
Pereiro · 
Pérez ·
Rast ·
Salmon · 
Schnider · 
Strazzer · 
Zülle · 
Tschopp (stagiair) · 
Urweider (stagiair) 
Aebersold · 
Albasini · 
Bayarri · 
Bennati ·  
Camenzind (tot 31/07) · 
Dessel · 
Elmiger · 
Fertonani · 
González ·   
Grabsch · 
Gutiérrez ·
Hamilton ·
Jalabert ·
Moos · 
Murn · 
Nose · 
Oesaw · 
Pereiro · 
Pérez ·
Rast ·
Sevilla · 
Schnider · 
Tschopp · 
Valjavec · 
Zülle (tot 31/08) · 
Urweider (stagiair) 
Aebersold · 
Botero · 
Clerc ·  
Elmiger · 
González (tot 15/09) ·   
Grabsch · 
Guidi · 
José Enrique Gutiérrez ·
José Ignacio Gutiérrez ·
Hunter · 
Jalabert ·
Landis · 
Martín ·
Moos · 
Murn · 
Nose ·  
Peña ·
Pereiro · 
Rapinski ·
Rast ·
Schnider · 
Tschopp · 
Urweider ·
Valjavec · 
Zampieri
Botero · 
Clerc ·  
Elmiger · 
Fernández ·
Grabsch · 
Guidi · 
José Enrique Gutiérrez ·
José Ignacio Gutiérrez ·
Hesjedal ·   
Hunter · 
Jalabert ·
Landis (tot 31/07) · 
Martín ·
McCarty · 
Merckx ·
Moerenhout · 
Moos ·
Morabito · 
Murn ·  
Peña ·
Rast ·
Schär · 
Stalder ·
Tschopp ·
Urweider (tot 15/04) · 
Vitoria · 
Zampieri
Abakoumov ·
Bazajev ·
Colom ·
de Kort ·
Frei ·
Goerov ·
Haselbacher ·
Iglinski ·
Ivanov ·
Jakovlev ·
Joachim · 
Kasjetsjkin (tot 31/08) · 
Kemps · 
Kessler (tot 15/07) ·
Klöden ·  
Kolesov ·
Mazet · 
Mazzoleni (tot 15/07) ·
Michajlov ·
Mizoerov ·  
Morabito ·
Moeravjov · 
Navarro ·
Rast ·
Redondo (tot 15/08) ·  
Savoldelli ·
Schär · 
Sladkov ·
Vinokoerov (tot 31/07) 
Bazajev ·
Brajkovič ·
Colom ·
Contador ·
de Kort ·
Frei ·
Goesev (tot 31/07) ·
Haselbacher ·
Horner ·
Iglinski ·
Ivanov ·
Jakovlev ·
Joachim · 
Kemps · 
Kirejev ·
Klöden ·  
Köpeşov ·
Leipheimer ·
Mazet · 
Mizoerov ·  
Morabito ·
Moeravjov · 
Navarro ·
Noval ·
Paulinho ·
Rast ·
Rubiera ·  
Schär · 
Vaitkus ·
Zejts
Armstrong ·
Bazajev ·
Brajkovič ·
Contador ·
Dmitriev ·
Dyaçenko ·
Hernández ·
Horner ·
Iglinski · 
Kirejev ·
Klöden ·  
Köpeşov ·
Leipheimer ·  
Morabito ·
Moeravjov · 
Navarro ·
Noval ·
Paulinho ·
Popovytsj ·
Raimbekov ·
Rast ·
Renev ·
Rubiera ·  
Schär · 
Vaitkus ·
Vinokoerov ·
Yoandri ·
Zejts ·
Zubeldia
Armstrong ·
Beppu ·
Bewley ·
Brajkovič ·
Busche ·
Hermans ·
Horner ·
Impey ·
Irizar ·
Fuyu (tot 30/04) ·
Klöden ·
Leipheimer ·
Lequatre ·
Machado · 
McCartney ·
Moeravjov ·
Paulinho ·
Popovytsj ·
Rast ·
Rosseler ·
Rovny ·
Rubiera ·
Selander ·
Steegmans ·
Vaitkus ·   
Zubeldia ·
Avery (stagiair) ·
Phinney (stagiair) ·
Sergent (stagiair) 
Armstrong (tot 16/02) ·
Beppu ·
Bewley ·
Brajkovič ·
Busche ·
Cardoso ·
Deignan ·
Hermans ·
Horner ·
Hunter ·
Irizar ·
King ·
Klöden ·
Kwiatkowski ·
Leipheimer ·
Lequatre ·
Machado · 
McCartney ·
McEwen ·
Moeravjov ·
Oliveira ·
Paulinho ·
Popovytsj ·
Rast ·
Rosseler ·
Rovny ·
Selander ·
Sergent ·
Zubeldia ·
Bennett (stagiair) ·
Parker (stagiair) ·
Sjaloenov (stagiair) 
Bakelants ·
Bennati ·
Bennett ·
Busche ·
Cancellara   ·
Didier ·
Fuglsang ·
Gallopin ·
Gerdemann ·
Hermans ·
Horner ·
Irizar ·
King ·
Klöden ·
Machado ·
Monfort ·
Nizzolo ·
Oliveira ·
Popovytsj ·
Posthuma ·
Rast ·
Rohregger · 
Roulston ·
A. Schleck ·
F. Schleck ·
Sergent ·
Voigt ·
Wagner ·
Zaugg ·
Zubeldia
Bakelants ·
Bennett ·
Busche ·
Cancellara ·
Devolder ·
Didier ·
Gallopin ·
Hermans ·
Hondo ·
Horner ·
Irizar ·
Jungels ·
King ·
Kišerlovski ·
Klöden ·
Machado ·
Monfort ·
Nizzolo ·
Oliveira ·
Popovytsj ·
Rast ·
Rohregger · 
Roulston ·
A. Schleck ·
F. Schleck ·
Sergent ·
Voigt ·
Zubeldia
Alafaci · Arredondo · Beppu · Busche · Cancellara · Devolder · Didier · Felline · Hondo · Irizar · Jungels · Kišerlovski · Nizzolo · Popovytsj · B. van Poppel · D. van Poppel · Rast · Roulston · A. Schleck · F. Schleck · Sergent · Silvestre · Stuyven · Vandewalle · Voigt · Watson · Zoidl · Zubeldia · Chevrier (stagiair) · Eastman (stagiair) · Kirsch (stagiair)
Alafaci · Arredondo · Beppu · Busche · Cancellara · Coledan · Devolder · Didier · Felline · Irizar · Jungels · McConnell · Mollema · Nizzolo · Popovytsj · B.van Poppel · D.van Poppel · Rast · Roulston · Schleck · Sergent · Silvestre · Steegmans · Stuyven · Vandewalle · Watson · Zoidl · Zubeldia · Basso (stagiair) · Bernard (stagiair) · Rekita (stagiair)
Alafaci · Arredondo · Beppu · Bernard · Bobridge · Bonifazio · Cancellara   · Coledan · Devolder · Didier · Felline · Hesjedal · Irizar · Mollema · Nizzolo · Popovytsj · van Poppel · Rast · Reijnen · Schleck · Stetina · Stuyven · Theuns · Zoidl · Zubeldia · Allegaert (stagiair) · Mosca (stagiair)
Alafaci · Beppu · Bernard · Brändle · Cardoso · Coledan · Contador · Daniel · Degenkolb · Didier · Felline · Gogl · Guerreiro · Hernández · Irizar · de Kort · Mollema · Nizzolo · Pantano · Pedersen · van Poppel · Rast · Reijnen · Stetina · Stuyven · Theuns · Zubeldia · Conci (stagiair) · Moschetti (stagiair) · Toovey (stagiair)
Alafaci · Beppu · Bernard · Brambilla · Brändle · Conci · Daniel · Degenkolb · Didier · Eg · Felline · Frame · Gogl · Grmay · Guerreiro · Irizar · de Kort · Mollema · Mullen · Nizzolo · Pantano · Pedersen · van Poppel · Rast · Reijnen · Skujiņš · Stetina · Stuyven